# آیوار ریسالو
آیوار ریسالو (استونیایی: Aivar Riisalu؛ زادهٔ ۱۳ مارس ۱۹۶۱) کارآفرین، سیاستمدار و نماینده سابق مجلس اهل استونی است.